# Spargania selika
Spargania selika là một loài bướm đêm trong họ Geometridae.